# Suzanne Avon
Suzanne Avon, née le 16 décembre 1923 à Montréal et morte le 2 octobre 2018 à Goupillières (Yvelines), est une actrice québécoise.

## Biographie
Suzanne Avon a épousé Fred Mella en 1949 : leur fils unique est Michel Mella.

## Filmographie
- 1948 : Sins of the Fathers de Richard J. Jarvis et Phil Rosen : Leona
- 1949 : Un homme et son péché de Paul Gury : Artémise
- 1949 : On ne triche pas avec la vie de René Delacroix et Paul Vandenberghe : Madeleine Pichard
- 1950 : Séraphin de Paul Gury : Artémise